# Loxodonta adaurora
Loxodonta adaurora es una especie extinta de elefante de mismo género (Loxodonta) al que pertenecen los modernos elefantes africanos. Sus restos fósiles se han encontrados únicamente en África, donde habitaron en el Plioceno. Se piensa que es el antepasado genético común entre las dos especies de elefantes africanos existentes hoy en día; sin embargo, un análisis publicado en 2009 sugirió que L. africana evolucionó a partir de L. atlantica.